# Oh Teacher
Oh Teacher är en amerikansk animerad kortfilm från 1927 med Kalle Kanin i huvudrollen.

## Handling
Kalle Kanin är en elev som går i skolan. När hans flickvän blir bortrövad av en mobbare är det upp till honom att bekämpa mobbaren under rasten för att få tillbaka sin älskade.

## Om filmen
Den 1 februari 1932 släpptes filmen i en ljudlagd version.
Filmen finns utgiven på DVD.